# ノドンス

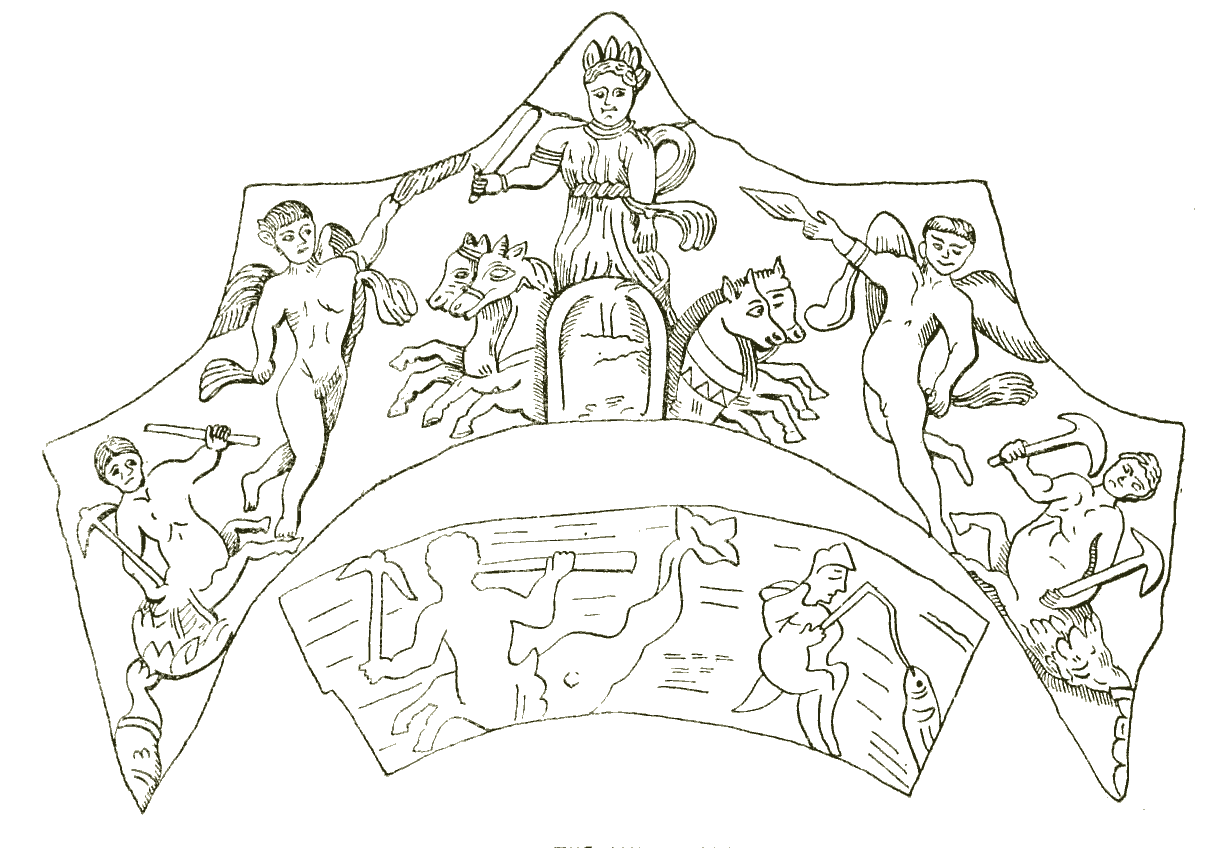
リドニー公園のノドンス寺院跡で発見された青銅板。

ノドンス（英: Nodons）、あるいはノーデンス（英: Nodens）はケルト神話の医療の神である。

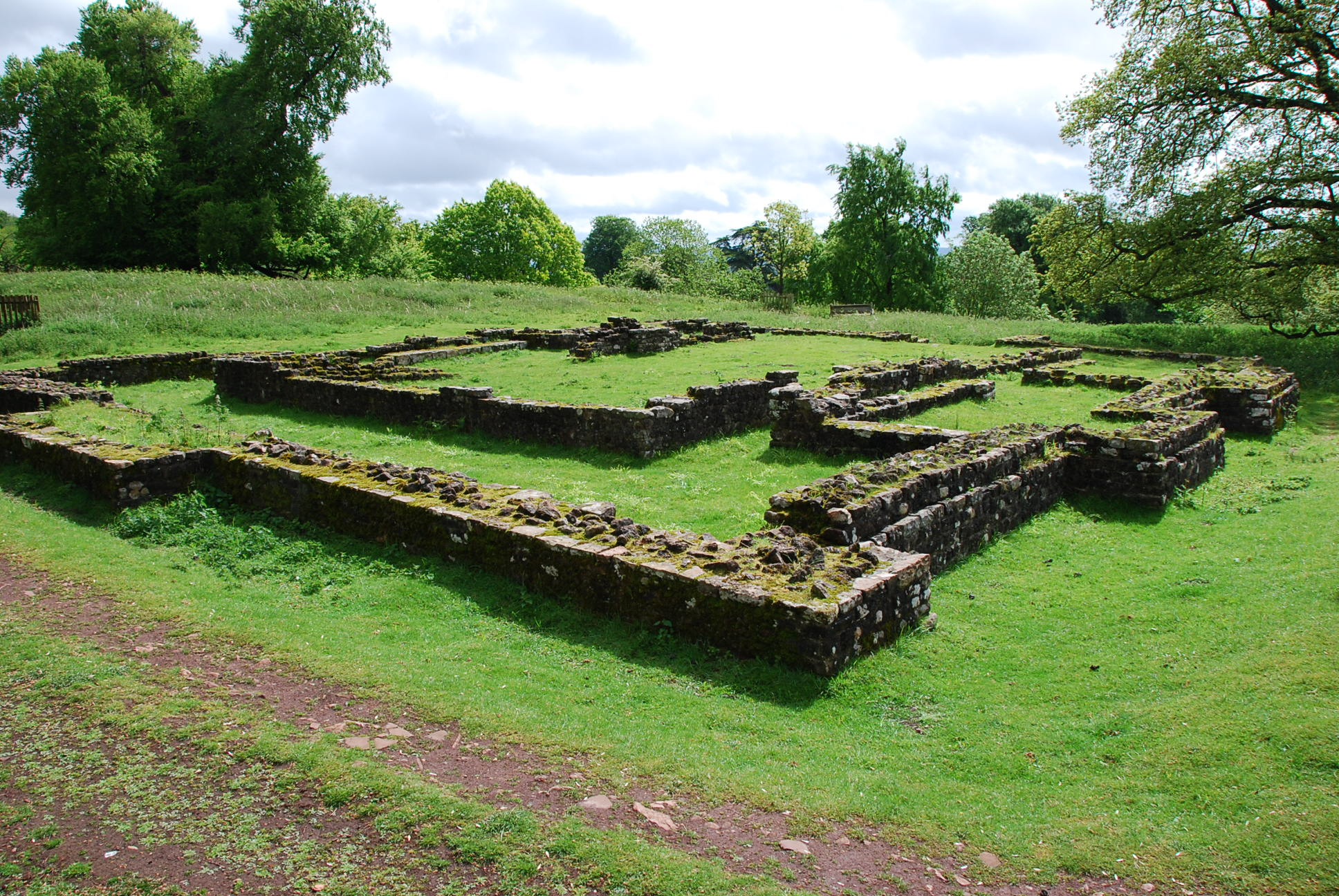
リドニー公園のノドンス寺院跡。建てられたのは3世紀だが4世紀に一度再建されたと考えられている。

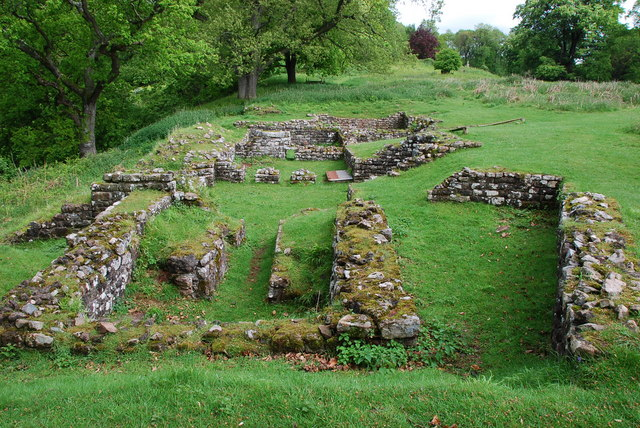
神殿複合体の浴場跡。ノドンスの信者は浴場で身を清めた後アバドンと呼ばれる建物で眠り、夢の中で神託を得た。

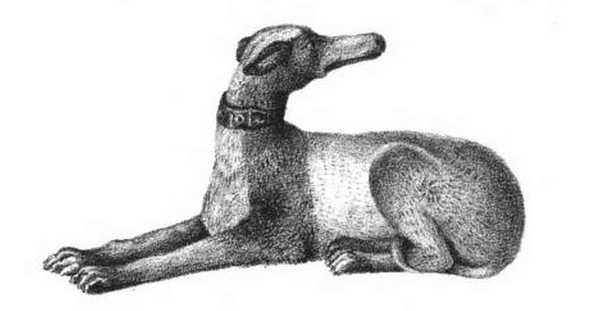
発掘された犬の像。ノドンスの聖獣を意味すると考えられる。

## 概要
ノドンスの名は「漁師」「狩人」「捕まえる者」を意味すると考えられている。マイヤーはゴート語の"nuitan"（獲得する、手に入れる）や"nuta"（捕まえる者、漁師）を挙げている。
ノドンスの信仰を示す石碑等が、ランカシャーのコッカーサンド・モスとグロスタシャーのリドニー公園で出土している。こうしたノドンスの信仰地においては青銅製の腕の像や眼科医の印象などが捧げられており、これはノドンスが医神であった事を示している。また犬の像も多数捧げられていることからノドンスの聖獣は犬であったされる。犬は傷を舐めて直してくれるという信仰があり、これはノドンスの医神としての性質を表している。
ノドンスがアイルランドに伝わったものがヌアザ、ウェールズに伝わったものがシーズ・サウエレイントと考えられている。また、アーサー王伝説における漁夫王は漁師としてのノドンスの影響があると考えられている。
ローマ的解釈においてノドンスはマールスと同一視されている。